# Keçiörengücü Spor Kulübü
Il Keçiörengücü Spor Kulübü, già noto come Hacettepe Gençlik Kulübü e Hacettepe Yeni Camuzoğluspor, è una società calcistica con sede ad Ankara, in Turchia. Milita nella TFF 1. Lig, la seconda serie del campionato turco di calcio.
Fondato nel 1945 con il nome di Hacettepe Gençlik Kulübü, gioca le gare casalinghe allo stadio Aktepe, che ha una capacità di 4 900 posti a sedere. Membro fondatore dell'odierna Süper Lig, ha militato in massima serie dal 1958 al 1960 e dal 1962 al 1968, per un totale di otto stagioni nella divisione di vertice del calcio turco. Nel 1985 cambiò nome in Hacettepe Yeni Camuzoğluspor e nel 1988 in Keçiörengücü Spor Kulübü.

## Palmarès

### Competizioni nazionali
- TFF 2. Lig: 1

2018-2019
- TFF 3. Lig: 3

1988-1989, 2005-2006, 2013-2014

## Statistiche e record

### Partecipazione ai campionati
- Süper Lig: 1958-1960, 1962-1968 (Hacettepe olarak)
- TFF 1. Lig: 1968-1971 (Hacettepe olarak), 1989-1993, 1997-1998, 2019-
- TFF 2. Lig: 1971-1974, 1977-1978, 1984-1989, 1993-1997, 1998-2001, 2006-2007, 2014-2019
- TFF 3. Lig: 2001-2006, 2007-2014
- Bölgesel Amatör Lig: 1960-1962, 1974-1977, 1978-1984

## Organico

### Rosa 2020-2021
Aggiornata al 27 ottobre 2020.
| N. |                        | Ruolo | Calciatore        |
| -- | ---------------------- | ----- | ----------------- |
| 4  | Turchia (bandiera)     | D     | Samet Akaydin     |
| 5  | Turchia (bandiera)     | C     | Süleyman Olgun    |
| 8  | Turchia (bandiera)     | C     | Burak Aydın       |
| 9  | Kosovo (bandiera)      | A     | Arb Manaj         |
| 11 | Inghilterra (bandiera) | C     | Joe Dodoo         |
| 13 | Turchia (bandiera)     | P     | Birkan Tetik      |
| 14 | Turchia (bandiera)     | C     | İrfan Akgün       |
| 16 | Turchia (bandiera)     | D     | Ogün Bayrak       |
| 17 | Senegal (bandiera)     | C     | Boubacar Dialiba  |
| 19 | Turchia (bandiera)     | D     | Abdulkadir Korkut |
| 21 | Turchia (bandiera)     | D     | Emre Uruç         |
| 22 | Turchia (bandiera)     | C     | Bilal Budak       |
| 23 | Turchia (bandiera)     | D     | Fatih Solmaz      |
| 25 | Turchia (bandiera)     | C     | Uğur Utlu         |

| N. |                     | Ruolo | Calciatore       |
| -- | ------------------- | ----- | ---------------- |
| 27 | Germania (bandiera) | C     | Erdal Öztürk     |
| 28 | Turchia (bandiera)  | D     | Soner Gönül      |
| 34 | Turchia (bandiera)  | P     | Boran Güngör     |
| 41 | Tanzania (bandiera) | C     | Idrissa Bilali   |
| 44 | Turchia (bandiera)  | D     | Mert Kula        |
| 45 | Mali (bandiera)     | C     | Famoussa Koné    |
| 53 | Turchia (bandiera)  | C     | Barış Yılmaz     |
| 61 | Nigeria (bandiera)  | D     | Alabi Adewale    |
| 71 | Turchia (bandiera)  | P     | Metin Uçar       |
| 77 | Germania (bandiera) | A     | Cem Ekinci       |
| 88 | Kosovo (bandiera)   | D     | Ilir Mustafa     |
| 98 | Turchia (bandiera)  | D     | Osman Keçelioğlu |
| 99 | Turchia (bandiera)  | A     | Tahir Babaoğlu   |